# Leichtathletik-Länderkampf der Frauen 1973 BR Deutschland – Niederlande / BR Deutschland – Rumänien
| 2./3. Leichtathletik-Länderkampf mit bundesdeutscher Beteiligung 1973              | 2./3. Leichtathletik-Länderkampf mit bundesdeutscher Beteiligung 1973 |
| ---------------------------------------------------------------------------------- | --------------------------------------------------------------------- |
|                                                                                    |                                                                       |
| Ländervergleich der Frauen: BR Deutschland – Niederlande BR Deutschland – Rumänien |                                                                       |
| Austragungsort                                                                     | Osnabrück-Gretesch                                                    |
| Wettbewerbe                                                                        | FRG – NLD: 14 FRG – ROU: 13                                           |
| Datum                                                                              | 2. Juni                                                               |
| 1. FRG 2. NLD                                                                      | 102 Punkte 044 Punkte                                                 |
| 1. FRG 2. ROU                                                                      | 079 Punkte 056 Punkte                                                 |
| Chronik                                                                            |                                                                       |
| ← FRG-GBR Geher (M)                                                                | FRG-URS/FRG-POL00 10kampf (M) →                                       |

Im zweiten und gleichzeitig dritten Vergleich des Länderkampfjahres 1973 trafen sich die bundesdeutschen Frauen mit den Leichtathletinnen aus den Niederlanden und Rumänien. Am 2. Juni bestritten die drei Ländervertretungen in Osnabrück-Gretesch gemeinsam diese Veranstaltung, die mit getrennten Wertungen für jeweils zwei Länder ausgetragen wurde. 1968 hatte es bereits einen Dreiländervergleich zwischen diesen drei Nationen gegeben, der allerdings wie damals üblich gemeinsam gewertet worden war. Gegen die Niederlande war es das zwölfte, gegen Rumänien das vierte Aufeinandertreffen in Zweiländerkämpfen. Die letzte Begegnung mit der Niederlande lag zwölf Jahre zurück, das letzte Treffen mit Rumänien hatte im vergangenen Jahr stattgefunden. Sämtliche Vergleiche mit diesen beiden Gegnerinnen waren an die Bundesrepublik gegangen.

## Wettbewerbe und Modus
Auf dem Programm standen dreizehn Wettbewerbe, die das damalige olympische Frauenprogramm komplett abdeckten. Darüber hinaus wurde gegen die Niederlande auch der 3000-Meter-Lauf ausgetragen, eine Disziplin, die bei den Olympischen Spielen 1984 in Los Angeles olympisch wurde. Eine Rumänin nahm hier nur außer Konkurrenz teil, weil diese Disziplin nicht offizieller Teil des Länderkampfs zwischen der Bundesrepublik Deutschland und Rumänien war. Die Wertung erfolgte in allen Wettbewerben nach dem Standardsystem.

## Ergebnis
In der Ergebnisauswertung zeigte sich eine sehr hohe Dominanz der bundesdeutschen Leichtathletinnen gegenüber ihren Gegnerinnen aus den Niederlanden. Die Bundesrepublik gewann sämtliche Disziplinwertungen, lag dabei in den sieben Einzelläufen sechs Mal doppelt vorne und errang Doppelerfolge in allen drei Wettbewerben des Bereichs Wurf/Stoß. Mit 102 zu 44 Punkten führte das zu einem sehr deutlichen Sieg der Bundesrepublik Deutschland über die Niederlande.
Auch in der Wertung gegen Rumänien war die Bundesrepublik klar vorn. Aber die Rumäninnen konnten sich mit dem 100-Meter-Hürdenlauf immerhin einen Laufwettbewerb sichern und waren in der Kategorie Wurf/Stoß mit zwei zu eins Gewinnen der Disziplinwertungen sogar vor ihren bundesdeutschen Gegnerinnen. Am Ende gab es aber auch gegen Rumänien mit 79 zu 56 Punkten einen sehr klaren Sieg der Bundesrepublik.

## Legende
Kurze Übersicht zur Bedeutung der Symbolik – so üblicherweise auch in sonstigen Veröffentlichungen verwendet:
| a.K. | außer Konkurrenz |

## Einzelresultate

### 100 m
Die Windunterstützung lag mit 2,4 m/s über dem erlaubten Limit.
| Platz | Athletin          | Land | Zeit (s) | Länderkampfwertung | Länderkampfwertung |
| ----- | ----------------- | ---- | -------- | ------------------ | ------------------ |
| 1     | Christiane Krause | FRG  | 11,3     | 1. FRG 2. NLD      | 8 P 3 P            |
| 2     | Inge Helten       | FRG  | 11,4     | 1. FRG 2. NLD      | 8 P 3 P            |
| 3     | Wilma van Gool    | NLD  | 11,5     | 1. FRG 2. NLD      | 8 P 3 P            |
| 4     | Lidy Makkinje     | NLD  | 11,8     | 1. FRG 2. ROU      | 8 P 3 P            |
| 5     | Mariana Condovici | ROU  | 11,8     | 1. FRG 2. ROU      | 8 P 3 P            |
| 6     | Mărioara Lazar    | ROU  | 12,0     | 1. FRG 2. ROU      | 8 P 3 P            |

### 200 m
| Platz | Athletin          | Land | Zeit (s) | Länderkampfwertung | Länderkampfwertung |
| ----- | ----------------- | ---- | -------- | ------------------ | ------------------ |
| 1     | Rita Wilden       | FRG  | 24,3     | 1. FRG 2. NLD      | 8 P 3 P            |
| 2     | Annegret Kroniger | FRG  | 24,4     | 1. FRG 2. NLD      | 8 P 3 P            |
| 3     | Mariana Condovici | ROU  | 24,5     | 1. FRG 2. NLD      | 8 P 3 P            |
| 4     | Mieke van Wissen  | NLD  | 24,5     | 1. FRG 2. ROU      | 8 P 3 P            |
| 5     | Mărioara Lazar    | ROU  | 25,2     | 1. FRG 2. ROU      | 8 P 3 P            |
| 6     | Lidy Makkinje     | NLD  | 25,3     | 1. FRG 2. ROU      | 8 P 3 P            |

### 400 m
| Platz | Athletin           | Land | Zeit (s) | Länderkampfwertung | Länderkampfwertung |
| ----- | ------------------ | ---- | -------- | ------------------ | ------------------ |
| 1     | Christel Frese     | FRG  | 54,1     | 1. FRG 2. NLD      | 8 P 3 P            |
| 2     | Erika Weinstein    | FRG  | 54,8     | 1. FRG 2. NLD      | 8 P 3 P            |
| 3     | Niculina Lungu     | ROU  | 55,5     | 1. FRG 2. NLD      | 8 P 3 P            |
| 4     | Tilly van der Made | NLD  | 55,7     | 1. FRG 2. ROU      | 8 P 3 P            |
| 5     | Hilde Kooy         | NLD  | 56,1     | 1. FRG 2. ROU      | 8 P 3 P            |
| 6     | Leontina Sălăgean  | ROU  | 56,6     | 1. FRG 2. ROU      | 8 P 3 P            |

### 800 m
| Platz | Athletin           | Land | Zeit (min) | Länderkampfwertung | Länderkampfwertung |
| ----- | ------------------ | ---- | ---------- | ------------------ | ------------------ |
| 1     | Hildegard Falck    | FRG  | 2:06,5     | 1. FRG 2. NLD      | 8 P 3 P            |
| 2     | Ileana Silai       | ROU  | 2:08,0     | 1. FRG 2. NLD      | 8 P 3 P            |
| 3     | Gisela Ellenberger | FRG  | 2:08,1     | 1. FRG 2. NLD      | 8 P 3 P            |
| 4     | Fița Rafira        | ROU  | 2:08,7     | 1. FRG 2. ROU      | 7 P 4 P            |
| 5     | Joke van Genen     | NLD  | 2:09,7     | 1. FRG 2. ROU      | 7 P 4 P            |
| 6     | Anneke de Lange    | NLD  | 2:09,8     | 1. FRG 2. ROU      | 7 P 4 P            |

### 1500 m
| Platz | Athletin       | Land | Zeit (min) | Länderkampfwertung | Länderkampfwertung |
| ----- | -------------- | ---- | ---------- | ------------------ | ------------------ |
| 1     | Ellen Tittel   | FRG  | 4:32,3     | 1. FRG 2. NLD      | 7 P 4 P            |
| 2     | Natalia Andrei | ROU  | 4:33,7     | 1. FRG 2. NLD      | 7 P 4 P            |
| 3     | Maria Linca    | ROU  | 4:35,4     | 1. FRG 2. NLD      | 7 P 4 P            |
| 4     | Ilja Keizer    | NLD  | 4:35,7     | 1. FRG 2. ROU      | 6 P 5 P            |
| 5     | Brigitte Kraus | FRG  | 4:37,1     | 1. FRG 2. ROU      | 6 P 5 P            |
| 6     | Gre Pels       | NLD  | 4:49,6     | 1. FRG 2. ROU      | 6 P 5 P            |

### 3000 m
| Platz | Athletin           | Land | Zeit (min) | Länderkampfwertung                                                                        | Länderkampfwertung                                                                        |
| ----- | ------------------ | ---- | ---------- | ----------------------------------------------------------------------------------------- | ----------------------------------------------------------------------------------------- |
| 1     | Christa Merten     | FRG  | 09:30,8    | 1. FRG 2. NLD                                                                             | 8 P 3 P                                                                                   |
| 2     | Gerda Ranz         | FRG  | 09:33,6    | 1. FRG 2. NLD                                                                             | 8 P 3 P                                                                                   |
| 3     | Ans van de Kerkhof | NLD  | 09:49,8    | 1. FRG 2. NLD                                                                             | 8 P 3 P                                                                                   |
| 4     | Hilde Dix          | NLD  | 10:05,2    | Für den Länderkampf BR Deutschland gegen Rumänien wurde dieser Wettbewerb nicht gewertet. | Für den Länderkampf BR Deutschland gegen Rumänien wurde dieser Wettbewerb nicht gewertet. |
| a.K.  | Maricica Puică     | ROU  | 09:33,4    | Für den Länderkampf BR Deutschland gegen Rumänien wurde dieser Wettbewerb nicht gewertet. | Für den Länderkampf BR Deutschland gegen Rumänien wurde dieser Wettbewerb nicht gewertet. |

### 100 m Hürden
| Platz | Athletin          | Land | Zeit (s) | Länderkampfwertung | Länderkampfwertung |
| ----- | ----------------- | ---- | -------- | ------------------ | ------------------ |
| 1     | Valeria Bufanu    | ROU  |          | 1. FRG 2. NLD      | 8 P 3 P            |
| 2     | Uta Nolte         | FRG  |          | 1. FRG 2. NLD      | 8 P 3 P            |
| 3     | Elfi Meierholz    | FRG  |          | 1. FRG 2. NLD      | 8 P 3 P            |
| 4     | Mieke van Wissen  | NLD  |          | 1. ROU 2. FRG      | 6 P 5 P            |
| 5     | Elena Mirza       | ROU  |          | 1. ROU 2. FRG      | 6 P 5 P            |
| 6     | Rola van Klaveren | NLD  |          | 1. ROU 2. FRG      | 6 P 5 P            |

### 4 × 100 m Staffel
| Platz | Besetzung      | Land                                                                | Zeit (s) | Länderkampfwertung | Länderkampfwertung |
| ----- | -------------- | ------------------------------------------------------------------- | -------- | ------------------ | ------------------ |
| 1     | BR Deutschland | Elfgard Schittenhelm Annegret Kroniger Annegret Richter Inge Helten | 44,5     | 1. FRG 2. NLD      | 5 P 2 P            |
| 2     | Rumänien       | Viorica Viscopoleanu Mărioara Lazar Elena Mirza Mariana Condovici   | 45,6     | 1. FRG 2. ROU      | 5 P 2 P            |
| 3     | Niederlande    | van der Voet Mieke van Wissen Wilma van Gool Lidy Makkinje          | 45,9     | 1. FRG 2. ROU      | 5 P 2 P            |

### 4 × 400 m Staffel
| Platz | Besetzung      | Land                                                             | Zeit (min) | Länderkampfwertung       | Länderkampfwertung |
| ----- | -------------- | ---------------------------------------------------------------- | ---------- | ------------------------ | ------------------ |
| 1     | BR Deutschland | Monika Siegl Erika Weinstein Dagmar Jost Rita Wilden             | 3:42,7     | 1. BR Deutschland 2. NLD | 5 P 2 P            |
| 2     | Niederlande    | Hilde Kooy Trudy Wunderink Marianne Burggraaf Tilly van der Made | 3:44,8     | 1. BR Deutschland 2. ROU | 5 P 2 P            |
| 3     | Rumänien       | Baliu Niculina Lungu Leontina Sălăgean Ileana Silai              | 3:53,7     | 1. BR Deutschland 2. ROU | 5 P 2 P            |

### Hochsprung
| Platz | Athletin         | Land | Höhe (m) | Länderkampfwertung       | Länderkampfwertung |
| ----- | ---------------- | ---- | -------- | ------------------------ | ------------------ |
| 1     | Ulrike Meyfarth  | FRG  | 1,82     | 1. BR Deutschland 2. NLD | 7 P 4 P            |
| 2     | Virginia Ioan    | ROU  | 1,79     | 1. BR Deutschland 2. NLD | 7 P 4 P            |
| 3     | Annemieke Bouma  | NLD  | 1,76     | 1. BR Deutschland 2. NLD | 7 P 4 P            |
| 4     | Cornelia Popescu | ROU  | 1,73     | 1. BR Deutschland 2. ROU | 6 P 5 P            |
| 5     | Monika Singer    | FRG  | 1,70     | 1. BR Deutschland 2. ROU | 6 P 5 P            |
| 6     | Mieke van Doorn  | NLD  | 1,70     | 1. BR Deutschland 2. ROU | 6 P 5 P            |

### Weitsprung
| Platz | Athletin             | Land | Weite (m) | Länderkampfwertung       | Länderkampfwertung |
| ----- | -------------------- | ---- | --------- | ------------------------ | ------------------ |
| 1     | Heide Rosendahl      | FRG  | 6,25      | 1. BR Deutschland 2. NLD | 6 P 5 P            |
| 2     | Viorica Viscopoleanu | ROU  | 6,23      | 1. BR Deutschland 2. NLD | 6 P 5 P            |
| 3     | Alina Ghiorghiu      | ROU  | 6,16      | 1. BR Deutschland 2. NLD | 6 P 5 P            |
| 4     | Rola van Klaveren    | FRG  | 5,91      | 1. BR Deutschland 2. ROU | 6 P 5 P            |
| 5     | Ella Hoogendoorn     | NLD  | 5,90      | 1. BR Deutschland 2. ROU | 6 P 5 P            |
| 6     | Ute Hedicke          | NLD  | 5,88      | 1. BR Deutschland 2. ROU | 6 P 5 P            |

### Kugelstoßen
| Platz | Athletin             | Land | Weite (m) | Länderkampfwertung       | Länderkampfwertung |
| ----- | -------------------- | ---- | --------- | ------------------------ | ------------------ |
| 1     | Valentina Cioltan    | ROU  | 17,36     | 1. BR Deutschland 2. NLD | 8 P 3 P            |
| 2     | Mihaela Loghin       | ROU  | 15,32     | 1. BR Deutschland 2. NLD | 8 P 3 P            |
| 3     | Birgit Palzkill      | FRG  | 14,86     | 1. BR Deutschland 2. NLD | 8 P 3 P            |
| 4     | Anne-Chatrine Rühlow | FRG  | 14,32     | 1. ROU 2. FRG            | 8 P 3 P            |
| 5     | Elena Schalk         | NLD  | 14,24     | 1. ROU 2. FRG            | 8 P 3 P            |
| 6     | Ria Stalman          | NLD  | 12,05     | 1. ROU 2. FRG            | 8 P 3 P            |

### Diskuswurf
| Platz | Athletin           | Land | Weite (m) | Länderkampfwertung       | Länderkampfwertung |
| ----- | ------------------ | ---- | --------- | ------------------------ | ------------------ |
| 1     | Argentina Menis    | ROU  | 61,76     | 1. BR Deutschland 2. NLD | 8 P 3 P            |
| 2     | Liesel Westermann  | FRG  | 59,36     | 1. BR Deutschland 2. NLD | 8 P 3 P            |
| 3     | Olimpia Cataramă   | ROU  | 56,88     | 1. BR Deutschland 2. NLD | 8 P 3 P            |
| 4     | Brigitte Berendonk | FRG  | 52,46     | 1. ROU 2. FRG            | 7 P 4 P            |
| 5     | Ria Stalman        | NLD  | 45,70     | 1. ROU 2. FRG            | 7 P 4 P            |
| 6     | Elena Schalk       | NLD  | 40,86     | 1. ROU 2. FRG            | 7 P 4 P            |

### Speerwurf
| Platz | Athletin          | Land | Weite (m) | Länderkampfwertung       | Länderkampfwertung |
| ----- | ----------------- | ---- | --------- | ------------------------ | ------------------ |
| 1     | Christa Peters    | FRG  | 56,52     | 1. BR Deutschland 2. NLD | 8 P 3 P            |
| 2     | Ameli Koloska     | FRG  | 54,38     | 1. BR Deutschland 2. NLD | 8 P 3 P            |
| 3     | Elena Neacșu      | ROU  | 51,18     | 1. BR Deutschland 2. NLD | 8 P 3 P            |
| 4     | loana Stancu      | ROU  | 48,48     | 1. FRG 2. ROU            | 8 P 3 P            |
| 5     | Elly van Beuzekom | NLD  | 47,78     | 1. FRG 2. ROU            | 8 P 3 P            |
| 6     | Lidia Kuys        | NLD  | 46,94     | 1. FRG 2. ROU            | 8 P 3 P            |